# ملكش (ألاداغ)
ملکش (بالفارسية: ملکش) هي مستوطنة تقع في إيران في قسم ألاداغ الريفي. يقدر عدد سكانها بـ 2,766 نسمة .